# Артур Краван
Артур Краван (енгл. Arthur Cravan; рођен 22. маја 1887. у Лозани — последњи пут виђен крајем 1918. у Мексику) је био амерички боксер, песник и херој дада културе у Француској и истицао се као прототип чистог дадаистичког понашања. 

## Кратка биографија
Мало се зна о Кравану (чије је право име било Фабијан Авенариус Лојд) пре него што је емигрирао у Париз 1912. као издавач малог полемичког часописа названог „Maintenant“. 
Краван је био „примитиван“; његово издавање за боксера, његова претерана вулгарност, стихијски карактер његових јавних провокација угрожавали су, понекад чак и физички, углађеност која је бранила буржоаске конвенције. Многима у Паризу је био познат као Американац, али он је у ствари рођен у Лозани од британских родитеља. Одлично је говорио енглески, француски и немачки, био је наклоњен манирима енглеског аристократе (тврдио је да је он нећак Оскара Вајлда), исто колико и манирима америчког чврстог момка. За време рата се хвалио да је „дезертер кога тражи седамнаест нација“. 

## Часопис „“
„Maintenant“, који је штампан на увијеном папиру, понекад је сам Краван продавао по улицама. Часопис је излазио нередовно од 1912. до 1915. и објављивао је малим делом поезију, а већим делом отворене, често дрске и простачке „критике“. Његово агресивно расположење предсказало је исту појаву у дада часописима каснијих година. У посебном издању посвећеном „Salon des Independents“-у 1914, Краванове антиестетске критике избиле су на површину у жестоком нападу на мноштво водећих авангардних сликара и песника. То је довело до свађе са многим увређеним уметницима и до тога да га је Гијом Аполинер изазвао на двобој. Кравана нису бринуле претње, јер је био неизмерно висок и тежак и поносио се својом боксерском срчаношћу. Међутим, у Мадриду, 23. априла 1916. године, нокаутирао га је први црни шампион у тешкој категорији Џек Џонсон у ревијалном бокс мечу.

## Дада манифестације
Стварању мита о Кравану допринеле су прото-дада манифестације са којима је он почео у Паризу 1914, и у Њујорку три године касније. Прва је била одржана у „Salle des Societes Savantes“ на путу Дантон. На летку је објављено да ће Краван, „брутални критичар“, „говорити-боксовати-играти“, и да ће приказати нови „боксујући плес“ и „друге необичне нумере“ уз помоћ „црнаца-боксера-плесача“. Краван је отворио „перформанс“ испаљујући нехотице неколико пиштољских хитаца, а онда је „наизменично се смејући и бивајући озбиљан, изустио најсрташнија лудила против уметности и живота. Он је славио атлете (које је сматрао супериорнијим од уметника), хомосексуалце, пљачкаше Лувра и лудаке“, све то док је вређао гледаоце.

## Први светски рат
Са почетком рата Краван је тражио шведско држављанство (он се нашироко хвалио када је извршио „савршену пљачку“ јувелирнице у Швајцарској), а после одласка из Париза 1915. путовао је кроз централну Европу, показујући изванредну способност да прелази преко граница зараћених земаља. После боравка у Шпанији 1916, он одлази за Америку. Тамо је, под заједничким покровитељством Пикабиа и Дишана, уређено да Краван држи предавање у њујоршком Гранд центар паласу, где се априла 1917. одржала Прва годишња изложба Друштва независних уметника. У окупљеној светини било је пуно елегантно обучених људи, жељних да чују о најновијим активностима европске авангарде. Краван је ушао, видно пијан, и после отвореног псовања публике, почео је, на њихово запрепаштење, да скида своју одећу. Прекинула су га два полицајца која су му ставила лисице и одвукла га у полицијску станицу, где га је само интервенција колекционара Волтера Аренсберга спасла затвора. Дишан је, смешећи се задовољно, сматрао да је то било „изврсно предавање“.

## Нестанак
Ништа се о њему више није чуло од 1918. године када је једног дана нестао из малог града на мексичкој обали. 